# انی‌دیسنت‌میوزیک؟
انی‌دیسنت‌میوزیک؟ (انگلیسی: AnyDecentMusic?) وبگاهی عمومی است که نظرات راجب آلبوم‌ها را از مجلات، وبگاه‌های دیگر و روزنامه‌ها گردآوری می‌کند. این وبگاه عمدتاً آلبوم‌هایی با سبک‌هایی که مردم‌پسند هستند، مانند راک، پاپ، الکترونیک، رقص، فولکلور، کانتری، هیپ هاپ، ریتم اند بلوز و رپ را با جمع‌آوری چندین منبع مورد قضاوت رتبه‌بندی می‌کند. در رتبه‌بندی از نظرات بیش ۵۰ وبگاه، مجله و روزنامه استفاده می‌شود. ستاد این نشریات عمدتاً در ایالات متحده و بریتانیا مستقر هستند اما برخی نقدها در استرالیا، ایرلند و کانادا نیز مورد استفاده قرار می‌گیرد.

## تاریخ
اِنی دیسنت میوزیک؟ در سال ۲۰۰۸ توسط آلی پالمر و تری واتسون، مؤسسان شرکت پالمرواتسون، یک شرکت طراحی روزنامه و مجله، تأسیس شد. مؤسسان این سایت درباره‌اش گفته‌اند: «روزنامه‌ها بخشی از تجارت ما هستند و ما به آنها علاقه مندیم، علاقه دیگر ما موسیقی است که در اِنی دیسنت میوزیک؟ این دو را با هم ترکیب کردیم.»